# José Ángel Egido Pérez
José Ángel Egido Pérez (Redondela, província de Pontevedra, 30 de novembre de 1950) és un actor gallec.

## Biografia
Neix en Redondela, un municipi de Pontevedra, a Galícia, en 1950. Aviat la seva família es trasllada a Vigo, ciutat on viu fins a mitjan anys 70. Després d'un període en Itàlia, s'instal·la en Madrid, on inicia els seus estudis d'interpretació que posteriorment continua en Cinecittà (Roma) a principis dels anys 80. És allí on debuta com a actor en 1983 amb el curtmetratge italià Un arrivo, de Dominique de Fazio, i el seu primer llargmetratge Juke Box, de Sandro de Santis, compaginant la seva carrera en tots dos països.
La popularitat li arriba en 1995 quan se li assigna el paper de Borja Pradera, el coordinador del centre de salut en el qual exercia Nacho (Emilio Aragón) a la sèrie Médico de familia, ue obté un rotund recolzament per part dels espectadors, fins a 1999.
En cinema ha rodat amb els directors més destacats d'Espanya com Juan Antonio Bardem, José Luis Cuerda, Gracia Querejeta, Manuel Gómez Pereira, Emilio Martínez Lázaro, Dunia Ayaso i Félix Sabroso, Manolo Matji o Fernando León de Aranoa, que el dirigeix a la pel·lícula Los lunes al sol (2002), i li val un Goya al millor actor revelació.
Posteriorment ha treballat en diverses pel·lícules com, entre d'altres, Descongélate! (2003), Horas de luz (2004), La noche del hermano (2005), Elsa y Fred (2005), Hotel Tívoli (2006), GAL (2006), El mal ajeno (2010) o Pájaros de papel (2010). Va obtenir la seva segona nominació als Goya amb la pel·lícula de José Luis Cuerda, Los girasoles ciegos (2008), basada en la novel·la homònima de l'escriptor Alberto Méndez.
A televisió destaca el seu paper fix a Médico de familia, com també a Ciudad Sur, Cuenta atrás o Guante blanco. Col·laboracions a sèries d'èxit com Aquí no hay quien viva, 7 vidas, Hospital Central, El comisario, Policías, en el corazón de la calle, Un paso adelante o la seva participació en la telecomèdia de la Televisió de Galícia (TVG) Pratos combinados. A Itàlia grava per la RAI, Luisa Sanfelice sota la direcció de Paolo i Vittorio Taviani. Els seus treballs més recents són Águila roja, sèrie de televisió de gran èxit ambientada a l'Espanya del s. XVII i produïda per Globomedia, o la minisèrie El asesinato de Carrero Blanco (2011), sobre com es va organitzar i va planificar l'atemptat contra Luis Carrero Blanco el 20 de desembre de 1973.

## Filmografia
- Un arrivo (1983), de Dominique De Fazio (c)

- Occhei, occhei (1983), de Claudia Florio
- El clarinete (1985), d'Eusebio Lázaro (c)
- Juke box (1985), de Carlo Carlei, Sandro de Santis i Valerio Jalongo
- La fuente de la edad (1991), de Julio Sánchez Valdés
- El joven Picasso (1993), de Juan Antonio Bardem
- Rosa rosae (1993), de Fernando Colomo
- Lucrecia (1996) (telefilm), de Mariano Barroso
- El amor perjudica seriamente la salud (1996), de Manuel Gómez Pereira
- Carreteras secundarias (1997), d'Emilio Martínez Lázaro
- Cuando vuelvas a mi lado (1999), de Gracia Querejeta
- Salvaje (2002) (telefilm), de Joaquín Llamas
- Los lunes al sol (2002), de Fernando León de Aranoa
- Descongélate! (2003), de Dunia Ayaso y Félix Sabroso
- Sin hogar (2003) (telefilm), de Joaquín Llamas
- En ninguna parte (2004), de Miguel Ángel Cárcano
- El soñador (2004), d'Oskar Santos Gómez (c)
- Incautos (2004), de Miguel Bardem
- El último peldaño (2004), de José Manuel Quiroga (c)
- Occhi di cristallo (2004), d'Eros Puglielli
- Horas de luz (2004), de Manolo Matji
- Elsa y Fred (2005), de Marcos Carnevale
- La noche del hermano (2005), de Santiago García de Leániz
- Hotel Tívoli (2006), d'Antón Reixa
- Libra (2006), de Carlota Coronado (c)
- La edad de la peseta (2006), de Pavel Giroud
- GAL (2006), de Miguel Courtois
- N Napoleón y yo (2006) de Paolo Virzi
- Diente por ojo (2007), d'Eivind Holmboe (c)
- Cobardes (2008), de José Corbacho i Juan Cruz
- Los girasoles ciegos (2008), de José Luis Cuerda
- Pablo (2009), de Nely Reguera (c)
- Parenthesis (2009), de José Luis García Pérez (c)
- Mar libre (2010) (telefilm), de Dani de la Torre
- El mal ajeno (2010), d'Óskar Santos Gómez
- Pájaros de papel (2010), d'Emilio Aragón Álvarez
- Águila Roja: la película (2011), de José Ramón Ayerra
- A puerta fría (2012), de Xavi Puebla
- ¿Quién mató a Bambi? (2013), de Santi Amodeo
- María y los demás (2016), de Nely Reguera
- Todos lo saben (2018), d'Asghar Farhadi

## Televisió
Personatges fixos
- Lorca, muerte de un poeta (1987)
- Gatos en el tejado (1988)
- Los mundos de Yupi (1988-1991)
- Os outros feirantes (1989)
- La forja de un rebelde (1990)
- Médico de familia (1995-1999)
- Ciudad Sur (2000)
- Luisa Sanfelice (RAI-Italia) (2004)
- películas para no dormir: Regreso a Moira (2006)
- Cuenta atrás (2007-2008)
- Futuro: 48 horas (2008)
- Guante blanco (2008)
- Águila roja (2010-2016)
- El asesinato de Carrero Blanco (2011)
- Gran Reserva. El origen (2013)[2]
- Bajo sospecha (2015)
- Matadero (2019)[3]
- Criminal (Espanya) (2019)

Personatges episòdics
- Las chicas de hoy en día (1991)
- Colegio mayor (1994)
- Pratos combinados (1995)
- El comisario (2000)
- Policías, en el corazón de la calle (2000)
- 7 vidas (2002)
- Hospital Central (2002)
- Un paso adelante (2002-2004)
- Aquí no hay quien viva (2004)
- Los simuladores (2006)
- Hay alguien ahí (2009-2010)
- Hispania, la leyenda (2012)
- Imperium (2012)
- El Ministerio del Tiempo (2017)

## Teatre
- Controvento (19??)
- Mr. Ragland (19??)
- La curva de la felicidad o la crisis de los 40... (19??)
- Fortuna y los ojos de los hombres (1979)
- Un hombre es un hombre (1981)
- Antígona entre muros (1988)
- Edmond (1990)
- Partitura teatral (1999)
- El cartero de Neruda (2005)
- Tartufo (2011)
- Luces de bohemia (2012)

## Premis i nominacions
Premis Goya
| Any  | Categoria                                     | pel·lícula           | Resultat  | Ref.  |
| ---- | --------------------------------------------- | -------------------- | --------- | ----- |
| 2002 | Millor actor revelació                        | Los lunes al sol     | Guanyador | [ 4 ] |
| 2008 | Millor interpretació masculina de repartiment | Los girasoles ciegos | Nominat   | [ 4 ] |

Premis de la Unión de Actores
| Any  | Categoria                             | Pel·lícula           | Resultat  | Ref.  |
| ---- | ------------------------------------- | -------------------- | --------- | ----- |
| 2002 | Millor actor secundari de cinema      | Los lunes al sol     | Nominat   | [ 4 ] |
| 2002 | Millor actor revelació                | Los lunes al sol     | Nominat   | [ 4 ] |
| 2008 | Millor actor de repartiment de cinema | Los girasoles ciegos | Guanyador | [ 4 ] |

Medalles del Cercle d'Escriptors Cinematogràfics
| Any  | Categoria              | Pel·lícula       | Resultat | Ref.  |
| ---- | ---------------------- | ---------------- | -------- | ----- |
| 2002 | Millor actor secundari | Los lunes al sol | Nominat  | [ 4 ] |
| 2004 | Millor actor secundari | Horas de luz     | Nominat  | [ 4 ] |

Primavera Cinematogràfica de Lorca
| Any  | Categoria                                                   | Pel·lícula                    | Resultay  | Ref.  |
| ---- | ----------------------------------------------------------- | ----------------------------- | --------- | ----- |
| 2010 | Premi "Francisco Rabal" a la Millor interpretació masculina | Pájaros de papel El mal ajeno | Guanyador | [ 5 ] |

Festival Europeu de Curtmetratges Villamayor de Cinema
| Any  | Categoria                                                  | Pel·lícula | Resultat | Ref.  |
| ---- | ---------------------------------------------------------- | ---------- | -------- | ----- |
| 2010 | Millor interpretació masculina (ex aequo amb Pablo Derqui) | Pablo      | Ganado   | [ 6 ] |

Festival Ibèric de Cinema de Badajoz
| Any  | Categoria    | Pel·lícula | Resultat  | Ref.  |
| ---- | ------------ | ---------- | --------- | ----- |
| 2004 | Millor actor | Pablo      | Guanyador | [ 4 ] |